# Style (Luna Sea)
Style è il quinto album in studio del gruppo rock giapponese Luna Sea, pubblicato nel 1996.

## Tracce
1. With Love
2. G.
3. Hurt
4. Ra-Se-N
5. Luv U
6. Forever & Ever
7. 1999
8. End of Sorrow
9. Desire
10. In Silence
11. Selves